# Anencefalia
La anencefalia es un defecto en la fusión de varios sitios de cierre del tubo neural (el 2 para el merocráneo y el 2 y 4 para el holocráneo) en el proceso de neurulación durante la embriogénesis. Ocurre cuando el extremo encefálico o cabeza del tubo neural no logra cerrarse, generalmente entre el 23.er y el 26.º día del embarazo, dando como resultado una malformación cerebral congénita caracterizada por la ausencia parcial o total del cerebro, cráneo y cuero cabelludo.

## Descripción
Aunque los hemisferios cerebrales pueden desarrollarse bajo esta condición, cualquier tejido cerebral expuesto es posteriormente destruido. Esto produce una masa fibrótica y hemorrágica de neuronas y célula glial al igual que una corteza cerebral no funcional. Adicionalmente el tronco del encéfalo y el cerebelo son escatimados. Debido a estas anormalidades tan severas, la base del cráneo y los huesos faciales no muestran un desarrollo promedio ni casi promedio. El hueso frontal casi siempre está ausente y el tejido cerebral es anormal. 
La anencefalia se divide en dos subcategorías: la más suave conocida como meroacrania, la cual describe un defecto pequeño en la cámara craneal cubierta por el área cerebrovascular y la más severa conocida como holoacrania donde el cerebro está completamente ausente.
En los niños que nacen con anencefalia la caja craneal no se ha cerrado, no existe la bóveda craneal y faltan en mayor o menor medida distintas estructuras y partes relevantes de los huesos craneales, de las meninges, de cuero cabelludo, de la corteza cerebral y del encéfalo. En estas condiciones, los recién nacidos son inconscientes, además de ciegos, sordos, e insensibles al dolor. La actividad suele reducirse a la respiratoria y a la presencia de algunos reflejos elementales. El tronco del encéfalo está desarrollado solo en un 25% de los casos y de manera muy rudimentaria. Presentan además un pobre desarrollo de la hipófisis. La expectativa de vida al nacer es solo de unos pocos días u horas tras el nacimiento. En raros casos, algunos individuos pueden sobrevivir varios años. 

## Epidemiología
Esta condición es uno de los trastornos menos comunes del sistema nervioso central fetal. Su frecuencia varía entre 1 y 2 por cada 1000 nacimientos. El trastorno afecta a las mujeres más a menudo que a los hombres en una proporción de 3-4:1. Se observa algo parecido entre grupos étnicos donde hay mayor prevalencia en poblaciones caucásicas comparado con otras poblaciones.

## Etiología
Se desconocen las causas de la anencefalia. Aunque se cree que la dieta de la madre y la ingestión de vitaminas pueden desempeñar un papel importante, los científicos afirman que existen muchos otros factores relacionados. Investigaciones recientes incluyen dentro de las posibles causas ingestión de drogas antiepilepsia durante el embarazo, agresión mecánica, contacto con pesticidas, factores ambientales, radiación, deficiencia en factores de transcripción involucrados en el cierre del tubo neural asociada a niveles bajos de ácido fólico  (Vitamina B9 hidrosoluble) y anomalías cromosomales del tipo aneuploidía o trisomía.   
La anencefalia ha sido bastante controvertida ya que se cree que su patología puede ser provocada por otras rutas ajenas al cierre del tubo neural. Existe una hipótesis alternativa donde la enfermedad se debe a una anormalidad mesénquimal primaria donde el cerebro se pierde secundariamente debido a daños causados por su posición expuesta dentro del útero. [cita requerida]

## Tratamiento
No hay cura o tratamiento estándar para la anencefalia y el pronóstico para los individuos afectados es pobre. La mayoría de los pacientes no sobreviven la infancia. Si el niño no nace muerto, por lo general fallece algunas horas o días después del nacimiento. La anencefalia se puede diagnosticar a menudo durante el embarazo mediante la medición del nivel de alfa feto proteína o AFP (el cual es abruptamente elevado) en el fluido amniótico mediante amniocentesis o a través de una prueba de ultrasonido entre la 10.ª y la 14.ª semana de embarazo.